# Kingsley Madu
Kingsley Madu (* 12. prosince 1995) je nigerijský fotbalový obránce a reprezentant, od srpna 2016 hráč klubu SV Zulte-Waregem.

## Klubová kariéra
Svou fotbalovou kariéru začal v El-Kanemi Warriors. V zimním přestupovém období sezony 2013/14 přestoupil do slovenského celku FK AS Trenčín. Podepsal zde smlouvu na tři roky a sešel se zde s krajanem Mosesem Simonem.
S Trenčínem se představil v Evropské lize UEFA 2014/15. V sezóně 2014/15 vyhrál s týmem slovenský fotbalový pohár, ve finále se představil proti mužstvu FK Senica, zápas se rozhodl až v penaltovém rozstřelu. Zároveň se stal ve stejném ročníku mistrem Fortuna ligy a mohl slavit zisk double. V sezóně 2015/16 s týmem Trenčína obhájil double – prvenství ve slovenském poháru i v lize.
30. srpna 2016 přestoupil do belgického prvoligového klubu SV Zulte-Waregem.

## Reprezentační kariéra
Zúčastnil se Mistrovství světa hráčů do 20 let 2013 v Turecku, kde mladí Nigerijci vypadli v osmifinále s Uruguayí po porážce 1:2.
V květnu 2015 ho společně s trenčínským spoluhráčem Rabiu Ibrahimem nominoval trenér nigerijského A-mužstva Stephen Keshi k reprezentačnímu zápasu kvalifikace Afrického poháru národů proti Čadu. V tomto zápase (13. června) si připsal svůj debut za nigerijskou seniorskou reprezentaci (výhra 2:0).
Zúčastnil se LOH 2016 v Riu de Janeiro, kde získal s nigerijským týmem U23 bronzové medaile.